# John Warwick Smith

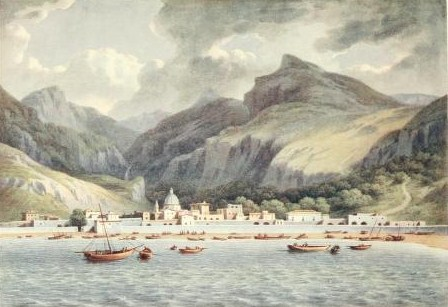
Citario on the bay of Salerno

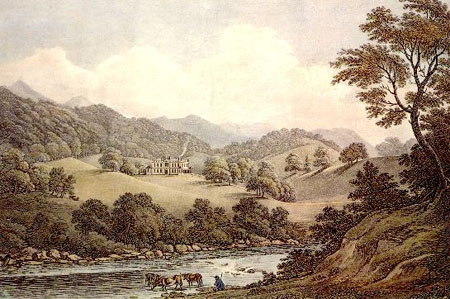
The Woods of Hafod, 1795

John Warwick Smith (ur. 26 lipca 1749 w Irthington, zm. 22 marca 1831 w Londynie) – angielski malarz pejzażysta malujący przede wszystkim akwarele.
Urodził się w Irthington pod Carlisle w rodzinie ogrodnika. Uczył się u malarza zwierząt Sawreya Gilpina. Dzięki wsparciu finansowemu George’a Greville, 2. hrabiego Warwick wyjeżdżał kontynuować studia do Włoch. Od nazwiska sponsora pochodził także jego przydomek, Warwick. Od 1805 był członkiem Royal Watercolour Society, gdzie pełnił funkcję prezydenta (1814, 1817-1818), sekretarza (1816), oraz skarbnika (1819, 1821 i 1822). Wyjeżdżał malować do Walii i Lake District.
John Smith tworzył przede wszystkim pejzaże, posługując się specyficzną techniką, malując bezpośrednio na papierze, bez użycia rysunku i nie podkreślając konturów za pomocą piórka. Jego prace były dzięki temu bardziej malarskie, malownicze i świeże. Był bardzo płodnym artystą, co odbijało się negatywnie na jakości wielu jego prac, szczególnie u schyłku życia. W 1799 skrytykował go William Turner za „mechaniczny schematyzm”. Obecnie Smith uchodzi za prekursora romantyzmu w angielskim malarstwie akwarelowym.